# Ritratto di Belvèze-Foulon
Il Ritratto di Belvèze-Foulon (Portrait de Belvèze-Foulon) è un dipinto realizzato nel 1805 da Jean-Auguste-Dominique Ingres. Fa parte della serie di ritratti dei membri della società montalbanese venuti a Parigi per farsi ritrarre da Ingres (con quelli del barone Vialetes de Mortarieu e dell'architetto Couderc-Gentillon). È uno dei dipinti più antichi del pittore ad essere entrato nelle collezioni del museo Ingres Bourdelle dopo la sua acquisizione da parte della città di Montauban nel 1844.

## Descrizione
La tela ritrae un giovane uomo a mezzo busto, seduto su una sedia di legno (nella quale si nasconde la firma del pittore). Egli sorride leggermente mentre fissa con il suo sguardo lo spettatore. Lo sfondo è assolutamente nero, come in altri ritratti ingresiani del periodo. Dell'opera esiste anche un disegno, anch'esso conservato al museo montalbanese.
Gli storici dell'arte si sono interrogati parecchio sul ritratto di quest'uomo sorridente che sembra avere un'età abbastanza vicina a quella di Jean-Auguste-Dominique. Schlenoff ha trovato delle fonti che citano un avvocato chiamato Belvèze che avrebbe potuto essere vicino al pittore Jean-Pierre-François Gilibert, amico dell'artista. Quel che si sa è che il ritratto appartenne alla famiglia dell'effigiato finché non fu acquistato per 500 franchi dalla città di Montauban.